# Wavering Radiant
Wavering Radiant è il quinto album in studio della band post-metal Isis. Il disco, prodotto da Joe "Evil" Barresi, è stato pubblicato il 21 aprile 2009 in un vinile ad edizione limitata, e il 5 maggio su CD. Come guest compare il chitarrista dei Tool Adam Jones su due tracce, Hall of the Dead e Wavering Radiant.

## Pubblicazione
Il 20 novembre 2008, in un messaggio sul sito ufficiale degli Isis, la band dichiara di essere al lavoro sul suo prossimo full-length con il produttore Joe Barresi e posta alcuni video che mostrano la band in studio. In un post successivo, datato 27 gennaio 2009, vengono svelati titolo e copertina del disco. Analogamente ai loro precedenti lavori, l'artwork è opera di Aaron Turner, voce e chitarra del gruppo: il 2 febbraio, in un post pubblicato sul suo blog, Turner mostra due disegni che saranno poi utilizzati per l'album.
Il primo singolo scelto è "20 Minutes / 40 Years", che compare il 24 marzo sulla loro pagina di MySpace e sul sampler di aprile della rivista Metal Edge; una settimana prima dell'uscita ufficiale viene inserito l'intero album su MySpace, ascoltabile in streaming.

## Tracce
1. Hall of the Dead – 7:41
2. Ghost Key – 8:31
3. Hand of the Host – 10:45
4. Wavering Radiant – 1:50
5. Stone to Wake a Serpent – 8:33
6. 20 Minutes / 40 Years – 7:07
7. Threshold of Transformation – 9:53
8. Way Through Woven Branches (Bonus track della versione giapponese)) – 6:25